# Sphinx fuliginosa
Sphinx fuliginosa är en fjärilsart som beskrevs av Lambill. 1907. Sphinx fuliginosa ingår i släktet Sphinx och familjen svärmare. Inga underarter finns listade i Catalogue of Life.